# Mammelomys rattoides
Mammelomys rattoides — вид гризунів родини мишевих (Muridae). Зустрічається в Західному Папуа, Індонезії та Папуа-Новій Гвінеї.

## Морфологічна характеристика
Це гризун середнього розміру з довжиною голови й тулуба від 159 до 224,4 мм, довжиною хвоста від 136,5 до 148,3 мм, довжиною стопи від 39,1 до 44,1 мм, довжиною вуха від 18,7 до 23,9 мм і вагою до 236 грамів. Хутро щільне, блискуче, акуратне. Верхня частина тіла рудувато-бура, боки червонувато-сірі, а нижня частина біла з сірими основами волосся і чітко відрізняється від кольору спини. Чорна пляма з обох боків морди тягнеться назад, утворюючи кільце навколо ока, різко контрастуючи з сірим чолом і білими щоками. Вуха сірувато-коричневі, практично без волосся. Задня частина ніг і внутрішня частина ніг білі. Хвіст коротший за голову й тулуб.

## Поведінка
Це наземний вид. Він ховається в норах і тунелях. Мабуть, вид солітарний.